# Elizabeth Taylor
Elizabeth Rosemond Taylor (Hampstead, London, 27. veljače 1932. – Los Angeles, 23. ožujka 2011.) je bila britansko-američka glumica, dvostruka dobitnica Oscara.
Roditelji su joj bili Amerikanci, ali kako je njeno mjesto rođenja britansko tlo, tj. imućna četvrt sjeverozapadnog Londona Hampstead, ima britansko i američko državljanstvo. Otac Francis bio je trgovac umjetninama, a majka Sara bivša glumica izrazito teške naravi. Stariji brat Howard rodio se 1929. godine. Majka je poticala njenu karijeru, tako da već u trećoj godini pohađa satove baleta.
Na filmu debitira s devet godina, u filmu Lassie.
Među njenim glumačkim partnerima su Mickey Rooney, Roddy McDowall, Paul Newman, Montgomery Clift, Richard Burton i mnogi drugi.
Oscara je dobila 1960. godine za film Butterfield 8, gdje joj je partner bio tadašnji muž Eddie Fisher, a drugog 1966. za film "Tko se boji Virginije Woolf?" (Partner tadašnji muž Richard Burton.)
Bila je prekrasna Kleopatra, a osim dva osvojena Oscara, za tu nagradu nominirana je još četiri puta.
Glumila je od 1942. do 2003. godine. Osim na filmu glumila je i na televiziji, pojavivši se kao gost u mnogim serijama, jedna od kojih je i "Dadilja".
Udavala se osam puta za sedam supruga. Ima četvero djece, dva sina i dvije kćeri, a baka je postala u 39. godini.
Nagradu za životno djelo dobila je 1997. godine, a 2000. i naslov Dame Britanskog carstva.
Bila je umirovljena glumica koja je angažirala u radu za zajednicu, a promovirala je i svjesnost o AIDS-u.
Rock Hudson bio joj je partner i dobar prijatelj. Jako je voljela nakit, te parfeme.

## Vanjske poveznice
- Elizabeth Taylor u internetskoj bazi filmova IMDb-u (engl.)

### Ostali projekti
|  | Zajednički poslužitelj ima još gradiva o temi Elizabeth Taylor |